# کیم جین یی
کیم جین یی (کره‌ای: 김진이؛ زادهٔ ۷ نوامبر ۱۹۸۲) بازیگر اهل کره جنوبی است. او حرفهٔ بازیگری خود را در دههٔ ۱۹۹۰ آغاز کرد. او به خاطر ایفای نقش در درام‌هایی همچون ری‌ست، چو یونگ و عشق در مهتاب شناخته می‌شود.

## زندگی شخصی
کیم جین-یی و اوه هی-جونگ که او نیز یک بازیگر است، در سال ۲۰۱۷ در سئول ازدواج کردند.

## فیلم‌شناسی

### فیلم
| سال  | عنوان                               | نقش             | زبان  | منابع |
| ---- | ----------------------------------- | --------------- | ----- | ----- |
| ۲۰۰۴ | باران یخ                            | کوان سانگ-هی    | کره‌ای | [ ۴ ] |
| ۲۰۱۱ | خودشان                              | جین-یی          | کره‌ای | [ ۵ ] |
| ۲۰۱۹ | اون‌سو                               | اون-سو          | کره‌ای | [ ۶ ] |
| ۲۰۲۰ | Wagjak to the ceiling of your mouth | دوست بونگ سو-آه | کره‌ای | [ ۷ ] |

### مجموعه‌های تلویزیونی
| سال  | عنوان                | نقش               | منابع  |
| ---- | -------------------- | ----------------- | ------ |
| ۱۹۹۳ | بلوغ                 | می-یین            | [ ۸ ]  |
| ۲۰۰۵ | درخت کانکر           | بک هه-ووک         | [ ۹ ]  |
| ۲۰۰۶ | پردیس مخفی           | اوه هه-را         | [ ۱۰ ] |
| ۲۰۱۲ | رؤیای فرمانروای بزرگ | شی-نو             | [ ۱۱ ] |
| ۲۰۱۴ | چو یونگ              | دوست دونگ-می      | [ ۱۲ ] |
| ۲۰۱۴ | ری‌ست                 | هلن می-سون        | [ ۱۳ ] |
| ۲۰۱۴ | عشق قاصدک            | چوی جونگ-وون      | [ ۱۴ ] |
| ۲۰۱۵ | تو کیستی: مدرسه ۲۰۱۵ | معلم بهداشت       | [ ۱۵ ] |
| ۲۰۱۶ | عشق در مهتاب         | بانوی دربار حامله | [ ۱۶ ] |
| ۲۰۲۱ | وینچنزو              | مشتری گذشته       | [ ۱۷ ] |